# К-2 (самолёт)
К-2 — советский пассажирский самолёт. Разработан К. А. Калининым в середине 1920-х годов.

## История
К-2 был разработан на базе К-1 в 1927 году, по схеме и габаритам он почти не отличается от предшественника, однако имеет цельнометаллический фюзеляж и более мощный двигатель BMW. Было построено несколько экземпляров самолёта. Самолёт с успехом применялся для аэрофотосъёмки и картографирования различных районов страны.

## Лётно-технические характеристики
Источник данных: «Уголок неба»

Технические характеристики
- Экипаж: 1 чел.
- Пассажировместимость: 4 чел.
- Длина: 11,17 м
- Размах крыла: 16,7 м
- Высота: 2,8 м
- Площадь крыла: 40 м²
- Масса пустого: 1600 кг
- Максимальная взлётная масса: 2236 кг
- Силовая установка: 1 × ПД BMW-IV
- Мощность двигателей: 1 × 240 л. с.

Лётные характеристики
- Максимальная скорость: 170 км/ч
- Крейсерская скорость: 140 км/ч
- Практическая дальность: 650 км
- Практический потолок: 3500 м